# 白钟花
白钟花（学名：Cyananthus montanus）是桔梗科蓝钟花属的植物，是中国的特有植物。分布在中国大陆的云南、四川等地，生长于海拔3,200米的地区，多生长在干坡草地，目前尚未由人工引种栽培。

## 别名
山地蓝钟花